# Ilybius discors
Ilybius discors är en skalbaggsart som först beskrevs av Leconte 1861.  Ilybius discors ingår i släktet Ilybius och familjen dykare. Inga underarter finns listade i Catalogue of Life.